# Aether
Trong thần thoại Hy Lạp, Aether là con trai của thần Erebos (thần Bóng Tối) và nữ thần Nyx (thần Ban Đêm), anh em của nữ thần Hemera (thần Ban Ngày). Ông là thần của tầng trên không khí, dùng để cho các vị thần hít thở, thay vì không khí bình thường dành cho người trần và nữ thần Moirai (thần số mệnh). Đây là một trong các thần Hy Lạp nguyên thủy.